# François Leclerc de Beaulieu
François Leclerc de Beaulieu est un homme politique français né le 10 juin 1769 à Laval (Mayenne) et mort le 10 novembre 1828 à Laval.

## Biographie

### Origine
Il est issu de la famille Leclerc, d'un rameau, issu de la branche de la Roussière. Il est le fils de François-Jean Le Clerc, qui meurt en 1788, laissant pour veuve Renée Dubois.

### Carrière politique
Émigré en 1790, rentré sous le Consulat, et amnistié en 1808, il devient conseiller général de la Mayenne en 1815, maire de Beaulieu et membre de la commission des hospices de Laval.
Il fut élu député avec Claude-René de Berset en 1820 et vit son mandat successivement renouvelé jusqu'à sa mort.
Il est élu aux Élections législatives de 1820, député du collège de département de la Mayenne par 172 voix (276 votants, 303 inscrits).
Député actif, il siège avec les royalistes modérés. Il prit une part active aux discussions de la Chambre, et se fit remarquer par sa modération relative, tout en restant attaché aux principes monarchiques et religieux. Il prend une part active à toutes les discussions importantes et faisant admettre des amendements :
- Le 12 avril 1821, à propos de la loi sur la presse, il s'étonna qu'on y eût omis le nom de Dieu;
- Le 5 juin 1821, il demanda que la loi du 19 janvier 1816 fût mise en vigueur, particulièrement en ce qui concernait les monuments expiatoires à élever à la mémoire de Louis XVI et de Marie-Antoinette ;
- en 1822, la reddition des comptes des préfets devant les conseils généraux, les douanes[1] ;
- Le 2 avril 1823, il réclama une réduction des gros traitements et proposa même de n'en accorder aucun aux titulaires des fonctions qui pouvaient être gratuitement remplies;
- Le 8 avril 1823, il demanda que le clergé fût convenablement doté, en remplacement des pertes qu'il avait subies[4].

Il fut aussi de ceux qui appuyèrent la proposition de François-Régis de La Bourdonnaye tendant à expulser Jacques-Antoine Manuel de la Chambre, et la proposition de Antoine Jankovitz de Jeszenicze sur la réélection des députés nommés pendant la législature à des fonctions publiques. Un biographe favorable disait alors de lui qu'il n'a peut-être point une étendue de lumières égale à sa probité.
Réélu député aux Élections législatives de 1824, par 164 voix (194 votants, 228 inscrits) :
- il parla et vota contre le projet de loi relatif à la conversion des rentes,
- au mois d'avril 1825, vota contre la Loi sur le sacrilège[4] ;
- discuta  la loi d'indemnité, 1825 ; le traité de commerce avec l'Angleterre, comme rapporteur, 1826 ; la loi sur les postes et la traite des noirs, 1827[1].

Lors de la discussion du budget de l'exercice 1826, il proposa la suppression du garde des sceaux, ministre de la justice, puisqu'il existait un chancelier, avec lequel il faisait évidemment double emploi; le 11 mai 1826, il blâma la destitution de Emmanuel Jean-Baptiste Fréteau, avocat-général à la cour de Cassation, qui n'avait pas cru devoir condamner L'Aristarque, journal satirico-politique.
De nouveau réélu aux Élections législatives de 1827, par 157 voix (192 votants, 233 inscrits), il parut peu à la Chambre.
Plusieurs fois proposé pour la vice-présidence de la Chambre, il refusa la croix de la Légion d'honneur et la préfecture de la Mayenne. Il est mort le 13 novembre 1828, laissant de Louise de Berset d'Hauterives, sa femme, décédée en 1850, âgée de 80 ans, entre autres enfants, madame Marie Leclerc, qui fonda le Sacré-Cœur de Laval.

## Recherches historiques
Louis-Julien Morin de la Beauluère, dans le premier volume de ses Recherches, a transcrit une Histoire de Laval, composée par Le Clerc de Beaulieu pour ses enfants.

## Sources
- « François Leclerc de Beaulieu », dans Adolphe Robert et Gaston Cougny, Dictionnaire des parlementaires français, Edgar Bourloton, 1889-1891 [détail de l’édition]
- « François Leclerc de Beaulieu », dans Alphonse-Victor Angot et Ferdinand Gaugain, Dictionnaire historique, topographique et biographique de la Mayenne, Laval, A. Goupil, 1900-1910 [détail des éditions] (BNF 34106789, présentation en ligne), t. II. article Le Clerc de Beaulieu